# هرمان يانسن
هرمان يانسن (بالألمانية: Hermann Jansen)‏ (و. 1869 – 1945 م) هو مهندس معماري ألماني، ولد في آخن، توفي في برلين، عن عمر يناهز 76 عاماً.